# Johanneberg Science Park

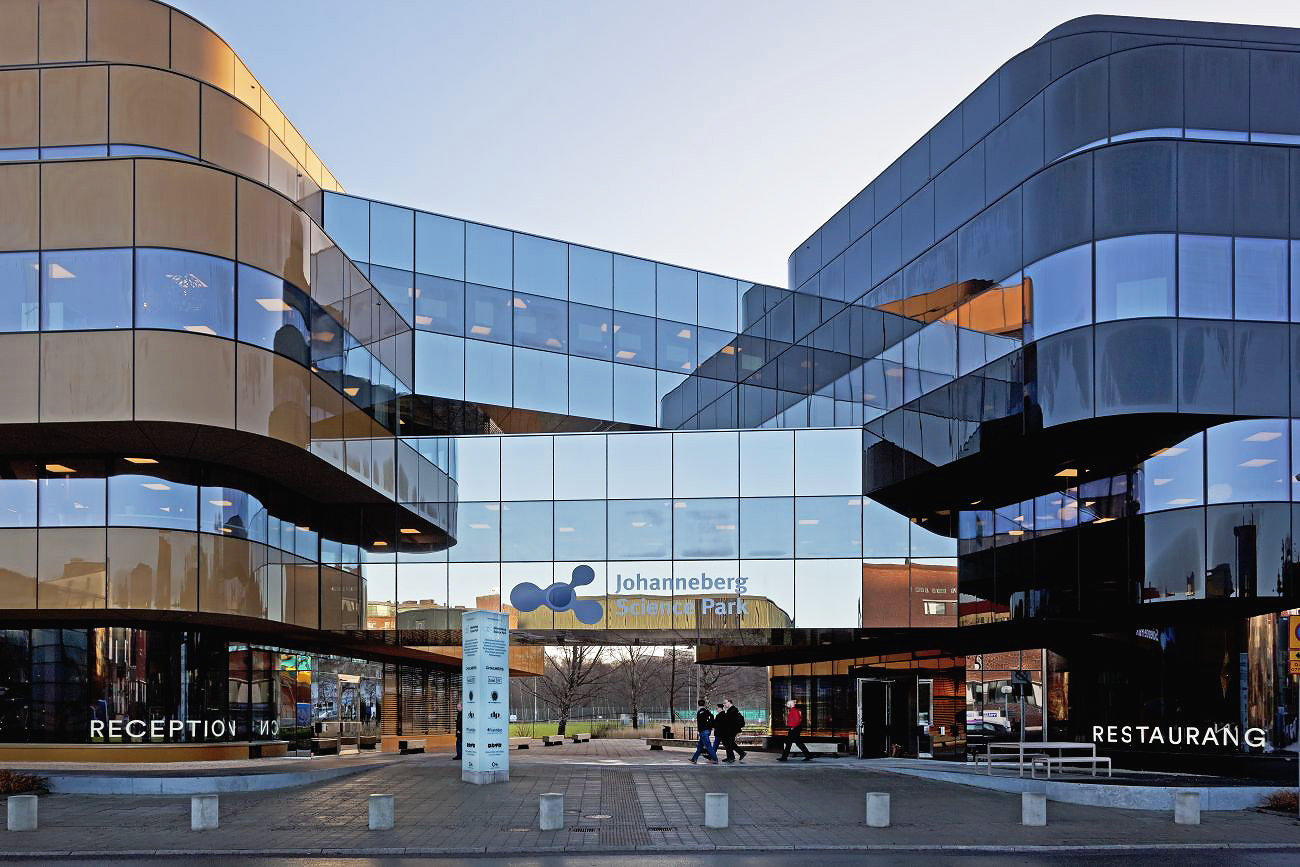
Johanneberg Science Park, december 2016

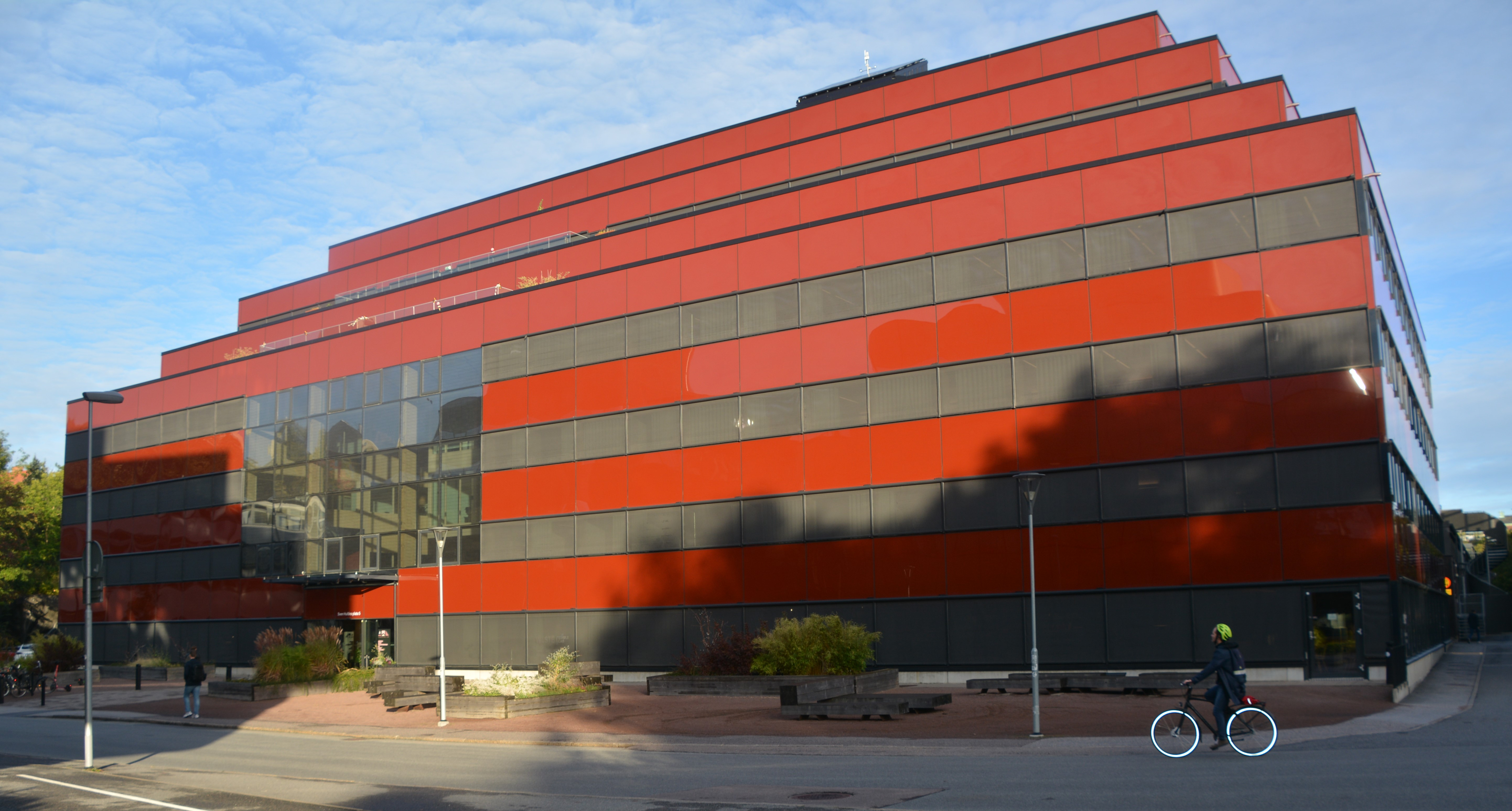
AWL-huset, 2024

Johanneberg Science Park var en samverkansmiljö för idé- och kunskapsutbyte på Chalmers Campus Johanneberg i Göteborg. Johanneberg Science Park bildades 2009 av Stiftelsen Chalmers tekniska högskola och Göteborgs kommun med målsättningen att utveckla en miljö som stimulerar samverkan mellan akademi, näringsliv och samhällsaktörer. Aktiviteterna koncentrerades till områdena samhällsbyggnad, energi samt material- och nanoteknik. 
Sommaren 2023 meddelades att Johanneberg Science Park skulle avvecklas över en tvåårsperiod.